# Adam Nowak (lekarz)
Adam Aleksander Nowak (ur. 1930, zm. 9 października 2022) – polski lekarz dermatolog, prof. dr hab.

## Życiorys
Obronił pracę doktorską, następnie uzyskał stopień doktora habilitowanego. 14 lipca 1992 uzyskał tytuł profesora nauk medycznych. Pracował w Katedrze Chorób Skórnych i Wenerycznych na Wydziale Stomatologii Pomorskiej Akademii Medycznej w Szczecinie.